# Bilshausen
Bilshausen település Németországban, azon belül Alsó-Szászország tartományban. Lakosainak száma 2236 fő (2023. december 31.).

## Népesség
A település népességének változása:
| Lakosok száma | 2206 | 2215 | 2222 | 2220 | 2274 | 2236 |
|               | 2016 | 2017 | 2019 | 2021 | 2022 | 2023 |